# Espacio uniformemente suave
En matemáticas, un espacio uniformemente suave es un espacio vectorial normado {\displaystyle X} que satisface la propiedad de que para cada {\displaystyle \epsilon >0} existe un {\displaystyle \delta >0} tal que si {\displaystyle x,y\in X} con {\displaystyle \|x\|=1}, e {\displaystyle \|y\|\leq \delta }, entonces:
{\displaystyle \|x+y\|+\|x-y\|\leq 2+\epsilon \|y\|.}
El módulo de suavidad de un espacio normado X es la función ρX definida para cada t > 0 mediante la fórmula:
{\displaystyle \rho _{X}(t)=\sup {\Bigl \{}{\frac {\|x+y\|+\|x-y\|}{2}}-1\,:\,\|x\|=1,\;\|y\|=t{\Bigr \}}.}
La desigualdad triangular significa que ρX(t ) ≤ t. El espacio normado X es uniformemente suave si y solo si (ρX(t ) / t) tiende a 0 cuando t tiende a 0.

## Propiedades
- Todo espacio de Banach uniformemente suave es reflexivo.[2]
- Un espacio de Banach {\displaystyle X} es uniformemente suave si y solo si su dual continuo {\displaystyle X^{*}} es uniformemente convexo (y viceversa, mediante reflexividad).[3] Los módulos de convexidad y suavidad están unidos por

{\displaystyle \rho _{X^{*}}(t)=\sup\{t\varepsilon /2-\delta _{X}(\varepsilon ):\varepsilon \in [0,2]\},\quad t\geq 0,}
y la función convexa máxima mayorizada por el módulo de convexidad δX está dada por
{\displaystyle {\tilde {\delta }}_{X}(\varepsilon )=\sup\{\varepsilon t/2-\rho _{X^{*}}(t):t\geq 0\}.}
Además,
{\displaystyle \delta _{X}(\varepsilon /2)\leq {\tilde {\delta }}_{X}(\varepsilon )\leq \delta _{X}(\varepsilon ),\quad \varepsilon \in [0,2].}
- Un espacio de Banach es uniformemente suave si y solo si el límite

{\displaystyle \lim _{t\to 0}{\frac {\|x+ty\|-\|x\|}{t}}}
existe uniformemente para todos los {\displaystyle x,y\in S_{X}} (donde {\displaystyle S_{X}} denota la esfera unitaria de {\displaystyle X}).
- Cuando 1 < p < ∞, los espacios Lp son uniformemente suaves (y uniformemente convexos). Per Enflo[6] demostró que la clase de espacios de Banach que admiten una norma uniformemente convexa equivalente coincide con la clase de espacios de Banach superreflexivos, introducida por Robert C. James.[7]

Como un espacio es superreflexivo si y solo si su dual es superreflexivo, se deduce que la clase de espacios de Banach que admiten una norma uniformemente convexa equivalente coincide con la clase de espacios que admiten una norma uniformemente suave equivalente. El teorema de renormación debido a Gilles Pisier,
establece que un espacio superreflexivo X admite una norma equivalente uniformemente suave para la cual el módulo de suavidad δX satisface, para alguna constante C y alguna p > 1
{\displaystyle \rho _{X}(t)\leq C\,t^{p},\quad t>0.}
De ello se deduce que todo espacio superreflexivo Y admite una norma equivalente uniformemente convexa para la cual modulus of convexity satisface, para alguna constante c > 0 y algún real positivo q, que:
{\displaystyle \delta _{Y}(\varepsilon )\geq c\,\varepsilon ^{q},\quad \varepsilon \in [0,2].}
Si un espacio normado admite dos normas equivalentes, una uniformemente convexa y otra uniformemente suave, la técnica de promediado de Asplund produce otra norma equivalente que es uniformemente convexa y uniformemente suave.